# Dobsonova jedinica
Dobsonova jedinica (DU) je mjerna jedinica za površinsku gustoću atmosferskog ozona, a odnosi se na količinu ozona u stratosferskom ozonskom omotaču. 1 DU bi iznosio sloj ozona debljine 0,01 mm, pod standardnom temperaturom i tlakom, 0 °C (273,15 K) i 100 kPa (1 bar). 1 DU predstavlja 2,69×1016 molekula ozona po kvadratnom centimetru (cm2) ili 0,4462 milimola (mmol) ozona po kvadratnom metru (m2).
Normalna količina ozona iznosi 290 do 310 DU. Kad bi se sav ozon u stupcu od površine Zemlje do gornje granice atmosfere, doveo u uvjete standardne temperature i tlaka, debljina sloja bi bila svega 3 mm. U zadnjih 30 godina, iznad Antartike se mjeri količina ozona manja od 200 DU, što se naziva ozonska rupa, a nastaje zbog prisustva klora i broma, nastalih ljudskim aktivnostima.
Dobsonova jedinica je dobila naziv prema Gordonu Dobsonu, koji je bio istraživač na sveučilištu Oxford. 1920. napravio je prvi instrument za mjerenje količine ozona, koji se naziva Dobsonov ozonski spektrofotometar.